# البرقوق (بني صالح)
البرقوق هو دُوَّار يقع بجماعة بني صالح، إقليم شفشاون، جهة طنجة تطوان الحسيمة في المملكة المغربية. ينتمي الدوّار لمشيخة بني صالح التي تضم 16 دوار. يقدر عدد سكانه بـ 592 نسمة حسب الإحصاء الرسمي للسكان والسكنى لسنة 2004.

## روابط خارجية
- البوابة الوطنية للجماعات الترابية
- المندوبية السامية للتخطيط